# Régiment de Wurtemberg cavalerie
Le régiment de Wurtemberg cavalerie est un régiment de cavalerie du royaume de France créé en 1667.

## Création et différentes dénominations
- Le régiment de Rosen cavalerie est créé le 20 novembre 1667.
- 26 mai 1668 : licencié
- 1671 : rétablissement du régiment de Rosen cavalerie
- 9 novembre 1682 : renommé régiment de Rottembourg cavalerie
- 17 février 1696 : renommé régiment de Rosen cavalerie
- 2 avril 1709 : renommé régiment de Rottembourg cavalerie
- 1720 : renommé régiment d’Helmstadt cavalerie
- 12 avril 1729 : renommé régiment de Rosen cavalerie
- 1er février 1749 : renommé régiment de Wurtemberg cavalerie
- 1er décembre 1761 : réformé par incorporation au régiment Royal-Allemand cavalerie

## Équipement

### Étendards
- 6 étendards de « ſoye jaune, Soleil d’or au milieu brodé, & frangez d’or »[1].
- 6 étendards de « ſoye jaune, Soleil & deviſe du Roi en or, & aux 4 coins un trophée d’armes, & le quarré brodé en argent ; le revers brodé de même, avec trophées aux coins, & au milieu eſt un Roſier fleuri en ſoye, & ces mots au deſſus, Flores cum in armis, brodez et frangez d’or »[2].

Étendards
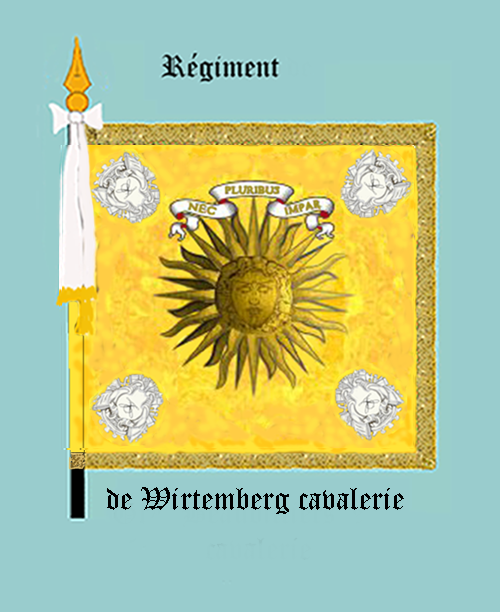
avers
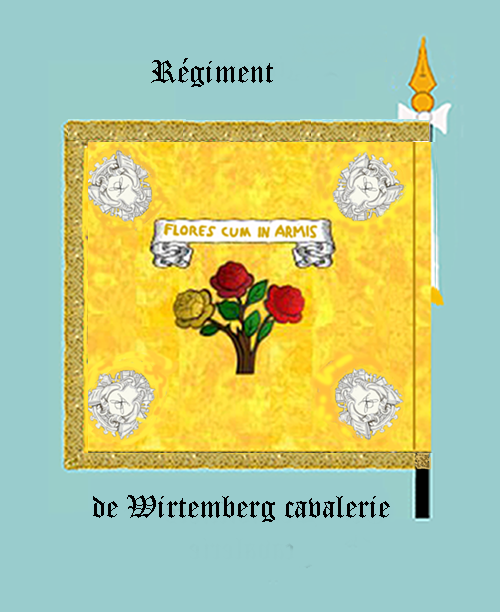
revers

### Habillement

Uniforme
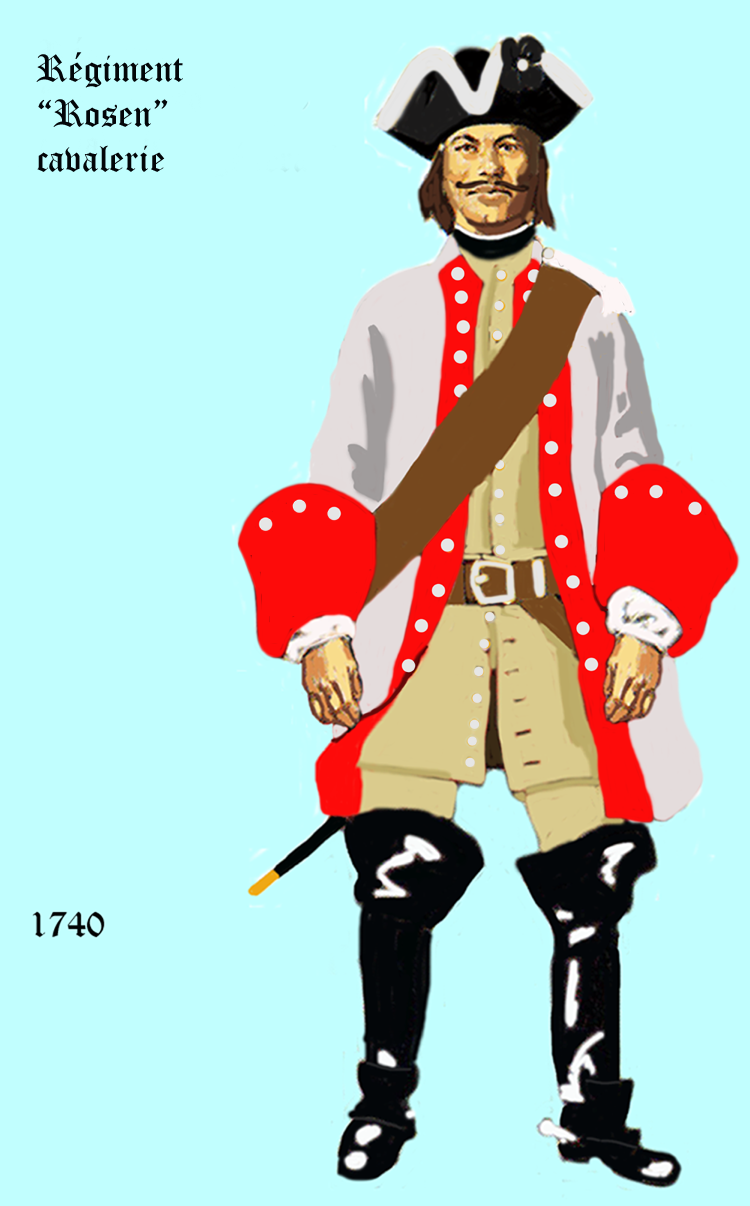
de 1740 à 1757
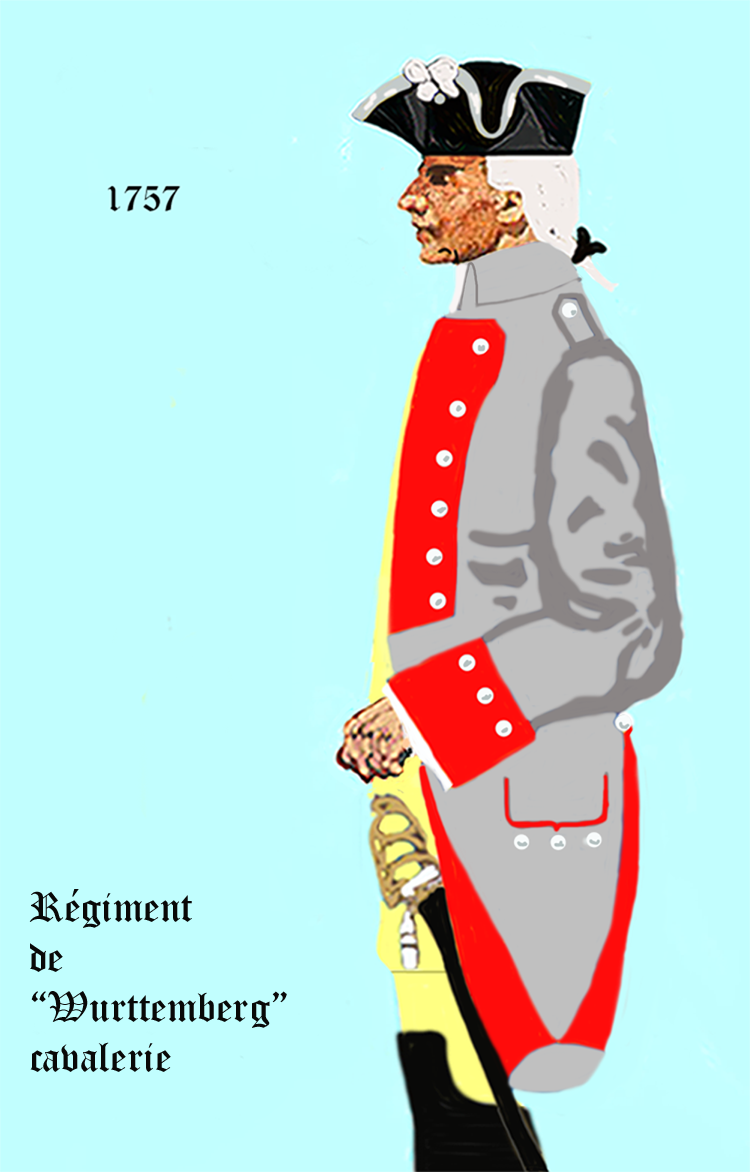
de 1757 à 1761

## Historique

### Mestres de camp
- 20 novembre 1667 : Reinhold, comte de Rosen, lieutenant général des armées du roi et commandant le 19 avril 1649, † 18 décembre 1667
- 30 décembre 1667 : Conrad de Rosen, neveu du précédent, brigadier le 12 mars 1675, maréchal de camp le 20 janvier 1678, lieutenant général des armées du roi le 24 août 1688, mestre de camp général de la cavalerie le 16 juillet 1690, maréchal de France le 14 janvier 1703, † 3 août 1715
- 9 novembre 1682 : Frédéric Nicolas, comte de Rottembourg, gendre du précédent, brigadier le 25 avril 1691, maréchal de camp le 3 janvier 1696, † 20 avril 1716
- 17 février 1696 : Reynold Charles de Rosen, beau-frère du précédent et fils du maréchal, brigadier le 10 février 1704, maréchal de camp le 20 mars 1709, lieutenant général des armées du roi le 1er octobre 1718, † 13 juin 1744
- 2 avril 1709 : Conrad Alexandre, comte de Rottembourg, neveu du précédent et petit-fils du maréchal, brigadier le 20 octobre 1716, maréchal de camp le 20 février 1734, † 4 avril 1735
- 1720 : comte d’Helmstadt, beau-frère du précédent
- 12 avril 1729 : Anne Armand, marquis de Rosen, petit-fils du maréchal, brigadier le 1er janvier 1740, maréchal de camp le 2 mai 1744, † 28 novembre 1749
- 1er février 1749 : Louis Eugène, prince de Wurtemberg, brigadier le 1er février 1749, maréchal de camp le 25 août 1749, lieutenant général des armées du roi le 1er janvier 1757, † 1795

### Campagnes et batailles
- Guerre de Succession d'Espagne

15 novembre 1703: bataille de Spire

### Quartiers
- Gondrecourt[1]